# 广州大学城环卫工罢工
广州大学城环卫女工罢工事件，是中华人民共和国广东省广州市番禺区大学城区域的环卫工人发起集体维权行动，从2014年8月21日开始停工、罢工到行动结束，一共持续了37天。罢工原因是环卫工人所属的物业管理公司将不再负责该区域的保洁，但公司没有为工人提供安置方案，且公司在用工程序上长期存在问题。环卫工人的维权行动受到了大学生的支持，期间有十多名大学学生主动到现场了解环卫工人的诉求，参与线上联署支持环卫工维权的大学生人数超过1,000名，其中既有中国全国各地大学的学生，也有海外留学生。

## 背景
此次罢工的直接原因是物业公司变更后，长期在该区域工作的环卫工人没有得到合理的工作安置方案。在环卫工人向物业公司争取权益的过程中，更暴露出物业公司在用工期间的诸多问题：压缩用工人数来牟利，变相增加了工人的工作强度；要求工人签订空白合同，且没有明确的工作地点和合同时间。
环卫工人劳工权益缺乏保障与政府购买服务中的制度缺失相关。2001年开始，环卫行业作为服务行业被推向市场，以政府购买服务的方式把保洁外包给企业。2014年统计，广州市的环卫企业共有800多家，只有极少数是国有企业，绝大多数是民营企业，环卫企业整体存在企业小、数量多、管理不规范的问题。
2013年1月23日，时任广州市长陈建华在市人大十四届三次会议市长记者招待会上称，广州环卫工作存在三个不到位：投入不到位，10多年来招标都是价低者得；制度不到位，无章可循；管理不到位，政府出了钱但是否用到环卫工身上不明确。
中山大学学生祥子在2013年1月向广州市城市管理委员会写信，申请开启调查了解环卫工人待遇状况。他从越秀区的环卫工人处了解到，环卫工人底薪是1,300元，刚达到广州市最低工资标准，大部分工人每个月能领到的工资只有1,600元，不仅在繁忙活动期间没有额外补贴，有些环卫工人一周连续工作七天，没有休息、没有加班费、更没有任何形式的补贴。

## 事件经过

#### 环卫工人求助
2014年8月4日，大学城的环卫工人得知其所属的广电物业管理有限公司未能中标市政清洁服务项目，公司将于8月31日撤离大学城。广电公司承包大学城片区的清洁项目已经有九年。当环卫工询问后续工作安排时，广电物业管理有限公司的管理人员表示不知情。
8月12日上午，约200名大学城环卫工人聚集在小谷围街道，这些环卫工人大多是希望能继续留在大学城务工的大学城周边村民。环卫工人们宣称到目前为止接管大学城物业的新公司至今未与环卫工人取得联系，而原签约的广电物业公司也未给出明确承诺。他们宣称如果与广电物业公司终止合同，广电物业公司应按照工龄给予补偿。多数环卫工人自2004年起开始工作，不少已有接近10年的工龄。

#### 停工维权到正式罢工
8月20日，广电物业公司召集部分环卫工人开会，公司立场是“要么（工人）跟着走，要么主动离职，不予赔偿”。
8月21日，公司和有关部门都没有明确回应环卫工诉求，约200名大学城环卫工人开始集体停工维权。罢工当日，广电物业公司代表向媒体回复，环卫工人的安置将遵从“三不变”原则，即劳动关系不变、劳动内容不变、工资待遇不表，不会与任何工人终止或解除劳动合同关系。但该公司将不再负责大学城的环卫工作，所以工作地点上的回应是“尽可能安排在附近地方上班”。

#### 工人要求公司回应诉求
环卫工人提出了四点诉求，并且要求公司在25日回应：
1.工作安排方面，工人应当有参与决策和协商的权利，不能接受公司单方面强加的工作安排；
2.签订无固定期合同，因为2005年至今，环卫工人和广电物业公司已经至少签订了三次合同，依法该签订无固定期合同，并且2010年以来未签订“无固定期限合同”进行依法补偿；
3.补偿过度的工作量，因为2010年之后，环卫工人数减少，但清洁面积不断增加，并且环卫工人要负责公司另外承包的绿化带园林工作，导致劳动强度大增，增加的工作量应该至少以每月120元的标准补偿；
4.要求继续留在大学城内从事环卫工作。
8月23日，罢工的环卫工人集体开会，并得到工人将以集体谈判的方式维权，在非政府组织协助下，工人以工作组和部门为单位，选出18名工人代表。工人代表根据集体行动的需要，分成组织、谈判、对外宣传和联络、后勤和财务等小组。
8月26日，广电物业并未在诉求书中要求的时间内回应工人诉求，环卫工人正式开始罢工。

#### 维权结果
9月2日至9月6日，大学城环卫工工人与资方广电物业进行了五轮集体谈判，谈判均有街道办等官方机构参与。9月6日晚上，第五轮谈判达成了劳资集体协议，在年资、社保公积金等方面达成协议，并以打包形式一次性3,000元安置费按照年资补偿给环卫工人。当晚全体工人举手表决通过。具体协议内容因保密条款而不能对外界公布。9月9日，工人正式签署集体协议。
有知情者向媒体透露，最终协议把这两项都统在“安置费”中，即每人按照工龄每年领取3,000元的“安置费”，如果已经从事环卫工作10年，即可领取3万元，“安置费”会在5个工作日内到账，确定领到钱后，如无意外，工人们会由街道出面安排，统一到新公司报到，继续留在大学城工作。
9月10日，环卫工人与新公司签订劳动合同，但新公司提出，男60岁以下女50岁以下的本地工人，可以立即与新公司签约并开始工作；外地工人则要等进一步通知。工人认为这是分化手段，所以当天只有30多名工人签订了新合同和复工，其他工人继续停工，要求全体工人复工、一个不落下。
9月11日，环卫工人集体到大学城主要商区拉横幅抗议。经过两天的抗议后，9月13日，全体工人均与新公司签订合同，恢复工作。

## 各方反应

#### 工会
8月26日，有工人代表到大学城所属的番禺区总工会、广州市总工会递交诉求信，希望得到总工会协助。有协助环卫工人的NGO工作人员电话联系广东省总工会主席黄业斌，要求他派人来现场听取工人的意见和要求，黄业斌表示同意。但是当天下午，广东省总工会的工作人员并没有出现，环卫工人认为工会不守承诺，也不屑于他们的诉求。
8月28日，番禺区总工会的工作人员来到罢工现场，工会工作人员表示：工人选出5-10代表，不需要那么多人谈话；要遵守公司制度不要“在这里坐着”；总工会有免费的律师，工人应该来申请法律援助而不是自己请律师。工人拒绝了工会的要求。

#### 大学生

##### 现场声援
环卫工维权期间，得到了大学生的支持。有大学生到罢工现场支持工人，每天到现场声援的学生人数在几人到十几人不等。 有在现场声援的大学生表示：“我们学生主要是，我们存在在那里，就是一种支持。另外，我们也会跟工人进行一些交流，然后也给他们一些鼓励。本身是他们在争取合法权益嘛。这个（支持环卫工罢工）我觉得是很顺其自然的事情。”

##### 学生公开信
多所高校的学生发出公开信，对环卫工维权表达支持，并且呼吁更多大学生支持环卫工人，为环卫工维权举牌、联名，以及送水和捐款。发出公开信的高校包括中山大学、暨南大学、深圳大学、广东石油化工大学、广东外语外贸大学、西北政法大学。
公开信描述了学生支持工人的理由，包括大学生与环卫工人生活在一个“共同体”，也是大学城环卫工人最直接主要服务对象；大学生毕业后同样会成为劳动者，面临各种压力，同为劳动者，环卫工人的权益也是大学生的权益，因此大学生的帮助能造福整个劳动者群体。

##### 学生联名行动
8月25日，中山大学学生祥子发起大学生联名支持环卫工维权。其后，多所高校都发起了联名行动。截止9月1日，联名结束，合共收到了超过1,000名来自全国大学生和海外留学生的签名支持。

## 罢工影响

#### 垃圾无法处理
环卫工罢工期间，大学城区域内出现了大量垃圾堆积、无人处理的情况。在大学城贝岗村大街的马路边，基本上每一棵绿化树下都堆积着垃圾，有的垃圾堆甚至接近半米高，恶臭难闻；垃圾堆周边污水横流，而附近的北亭村、南亭村、穗石村均有类似情况。有大学城学生描述，已经是“垃圾围城”。

#### 其他工人抗议
受到大学城环卫工人维权的影响，8月29日，大学城档案馆的清洁工人发出一封集体辞职信。大学城档案馆的清洁工人也受雇于广电物业，与环卫工同属一个物业公司，有中山大学学生在环卫工维权事件后，发现广电物业在档案馆违规用工，并没有为清洁工人交社保和公积金。广电物业其后为清洁工人补给600元，事情因而平息。

## 后续讨论
环卫工维权事件，也引起了对于环卫行业在市场化和政府购买服务中的制度缺失问题：

#### 工作强度
承包政府环卫服务的公司并没有按照招标计划来招聘工人，例如环卫公司与政府签订的合同中规定某路段需投入100名环卫工人，但在实际中只投入50名环卫工人，直接导致工人的工作强度增加。招标文件一般已经规划了用工人数，而企业则通过压缩工人人数来实现盈利，此外，自2001年政府环卫服务走向市场以来，招标的主要评判标准就是价低者得。

#### 环卫工人工资低，缺乏福利保障
广州环卫行业协会秘书长赵东平表示，政府预算不足，没有将环卫工人的正常福利待遇纳入招投标项目预算，这是造成环卫工人工资上涨困难的重要原因。企业无法从政府得到相应的资金，也不会提高环卫工人待遇，更以此作为不为工人缴纳社保的理由。

#### 制度修改
在大学城环卫工人罢工行动之前，广州市的天河、越秀、荔湾等区都发生过集体维权讨薪的行动。这类事件之后，一些区域不再将环卫服务发包给企业，而是将体环卫工人纳入直属的环卫保洁机构。